# Nguyễn Thái Bạt
Nguyễn Thái Bạt (chữ Hán: 阮泰拔, 1504-1527) là một danh sĩ thời Lê sơ. Ông từng đỗ thủ khoa, Tiến sĩ đệ nhị giáp (Hoàng giáp) khoa thi Canh Thìn (1520), niên hiệu Quang Thiệu thứ 5, đời vua Lê Chiêu Tông.

## Thân thế
Ông sinh ngày 10 tháng 1 năm Giáp Tý (tức 26 tháng 1 năm 1504), tại xã Bình Lãng, tổng Ngọc Trục huyện Cẩm Giàng phủ Thượng Hồng trấn Hải Dương, nay là thôn Bình Phiên xã Ngọc Liên huyện Cẩm Giàng tỉnh Hải Dương. Thân phụ là Nguyễn Văn Hanh, thân mẫu là Lê Thi Đạt, Ông sinh trưởng trong gia đình nho sĩ lâu đời, từ nhỏ đã nổi tiếng thông minh, tư chất hơn người.
Lên 3 tuổi nghe đọc biết phát âm, lên 7 tuổi theo học thầy Nguyễn Văn Vận (Tiến sĩ Hoàng Giáp khoa thi Ất sửu 1505, Đô Ngự Sử triều vua Lê Uy Mục).

## Sự nghiệp khoa cử
Lên 13 tuổi (theo cách tính của người Á Đông, tức khoảng năm 1516), Nguyễn Thái Bạt thi đỗ Hương Cống, đứng thứ 3 kỳ thi Hương ở trấn Hải Dương năm đó. Sau đó, ông xin phép cha mẹ được đi thăm thú xem xét đời sống dân tình. Đến xã Phan Xá tổng Quang Liệt huyện Phù Dung phủ Khoái Châu trấn Sơn Nam (nay là thôn Phan Xá xã Tống Phan huyện Phù Cừ tỉnh Hưng Yên), thấy nơi đây có địa thế tốt theo phong thủy, ông trụ lại và nhờ các bô lão địa phương giúp mở trường dạy học cho dân Phan Xá. Thời gian này Ông vẫn miệt mài kinh sử.
Năm 17 tuổi (1520) vua Lê Chiêu Tông ban chiếu, ông cùng gia thần trở lại kinh thành dự thi Hội, thi Đình, khoa thi Canh Thìn năm 1520, thi hội lấy trúng cách 13 người, sau đó phát hiện có hai người phạm qui chế, thi Đình còn lại 11 người. Đầu bài Văn sách vua ra hỏi về trọng dụng nhân tài, cho Nguyễn Thái Bạt đỗ Đình nguyên hoàng giáp, làm quan Hiệu lý ở viện Hàn lâm.

## Phò Lê không theo Mạc
Năm Nhâm Ngọ (1522) Vua Lê Chiêu Tông bị Mạc Đăng Dung ép, bỏ chạy về Thanh Hóa, ông cùng thầy dạy phò giá vua về Tây kinh (Thanh Hóa). Đến 17-2-1526 Mạc Đăng Dung bắt Vua từ Thanh Hóa ra, giết vua tại phường Đông Hà thuộc Thăng Long vào tháng 12 năm 1526. Ông từ quan trở về Hải Dương rồi lại đến Phan Xá, tiếp tục dạy học cho dân địa phương. Sau khi chiếm ngôi ngày 15-6-1527, Mạc Đăng Dung cho hạ thần tìm ép vời Nguyễn Thái Bạt vào chầu bổ dụng chức quan Đô ngự sử. Biết không thể từ chối được mãi, ngày 15-3-1527 Ông trở lại kinh thành. Nhưng với quan điểm: người trung thần không thờ 2 vua, quyết làm trung thần nhà Lê, ông đã giả vờ thong manh (mắt kém) để từ chối làm quan nhà Mạc. Khi tiếp cận Mạc Đăng Dung, ông đã thóa mạ Mạc Đăng Dung với những lời lẽ: "Mày là đồ bất trung, nghịch tặc", và dõng dạc tuyên bố "Ta thà làm ma nhà Lê, chứ không thèm làm quan nhà Ngụy Mạc", còn bất ngờ nhổ vào mặt Mạc Đăng Dung, rồi đập đầu thềm điện tử tiết. Ông mất khi đó mới 24 tuổi (năm 1527). Lúc bấy giờ rất nhiều quan lại tử tiết phản đối nhà Mạc giết vua cướp ngôi, từ đó thổi bùng lên ngọn lửa đấu tranh phù Lê diệt Mạc.

## Vinh danh
Sau ngày mất 45 năm vua Lê Anh Tông sắc phong bản Thần Tích Thành Hoàng Nguyễn Thái Bạt, Thôn Phan Xá, xã Tống Phan, huyện Phù Cừ, tỉnh Hưng Yên Chính bản do Nguyễn Bính, quan nhà Hậu Lê, soạn vào tháng Giêng niên hiệu Hồng Phúc năm đầu (1572).
Hiện nay bài vị thờ tại Đình Làng Phan xá, xã Tống Phan, huyên Phù Cừ, tỉnh Hưng Yên còn ghi rõ với dòng chữ: Lê Triều Bảng nhãn, Hàn lâm thị thư Nguyễn Công Huý Thái Bạt lịch phong Trung liệt Đại vương, Đương cảnh phúc thần. Tuy nhiên, bài vị này là do hậu thế suy tôn lên, còn Nguyễn Thái Bạt không đỗ bảng nhãn mà chỉ đỗ hoàng giáp tức là tiến sĩ xuất thân, bậc tiến sĩ hạng 2 sau bậc tiến sĩ cập đệ (tiến sĩ cập đệ còn gọi là tam khôi gồm 3 vị trí cao nhất: trạng nguyên, bảng nhãn, thám hoa).
Sử sách thời Lê trung hưng sau đó có nhiều bài viết ca ngợi tấm gương trung thành của ông với nhà Lê. Năm 1666 sau ngày ông mất 139 năm, nhà Lê trung hưng xét phong thưởng cho bề tôi trung thành tiết nghĩa, ông được sắc phong là trung đẳng thần, vua cho nhân dân Cẩm Giàng dựng miếu thờ.
Sách Lê triều khiếu vinh thi tập chép rằng: "Nguyễn Thái Bạt người xã Bình Lãng, huyện Cẩm Giàng đỗ Tiến sĩ triều vua Lê Quang Thiệu (1520), làm quan ở Hàn lâm viện. Khi họ Mạc đoạt ngôi vua Lê Chiêu Tông, Thái Bạt mượn cớ có tật mắt mù, không chịu khuất phục theo Mạc, nhưng Mạc Đăng Dung vẫn ép ông vào triều kiến; ông xin được ngồi đối diện tiếp kiến. Nhân đó thóa mạ mắng nhiếc vào mặt Đăng Dung, liền bị hãm hại.